# Glenwood (Géorgie)
Pour les articles homonymes, voir Glenwood.
Glenwood est une ville américaine située dans le comté de Wheeler, en Géorgie. Selon le recensement de 2020, sa population est de 850 habitants.